# U-152 (1940)
U-152 – niemiecki okręt podwodny (U-Boot) typu II D z okresu II wojny światowej. Okręt wszedł do służby w 1941 roku. Wybrani dowódcy: Kptlt. Peter-Erich Cremer.

## Historia
Wykorzystywany jako jednostka szkolna. Nie odbył żadnego patrolu bojowego.
Zatopiony przez załogę 2 maja 1945 roku w Wilhelmshaven (operacja Regenbogen). Wrak wydobyto i złomowano, data nieznana.